# Erik van der Meer
Erik van der Meer (Utrecht, 1967. július 7. –) korábbi korosztályos holland válogatott labdarúgó, pro licences edző.

## Pályafutása
Több mint 350 első osztályú mérkőzést és 18 UEFA Bajnokok Ligája mérkőzést játszott játékos karrierje során az Utrecht, a Real Murcia, a BV Veendam játékosaként. Vezetőedzőként többek között az ukrán Metalurh Doneck és FC Stal Dnyeprozerjinszk, az Al Ahli és a Qatar SC csapatait is sikerrel irányította. 2017 nyarán a Budapest Honvéd FC szakvezetője lett. December 9-én, az utolsó őszi fordulót követően menesztették. Irányításával a Honvéd nyolc győzelmet, négy döntetlent és hét vereséget ért el az élvonalban, és a negyedik helyen zárta a bajnokság első felét.